# Roma (Queensland)
Roma – miasto w Australii, w stanie Queensland.